# 刘迎龙
刘迎龙（1952年—），汉族，中华人民共和国政治人物、第十一届全国政协委员。
加入九三学社，担任十一届全国政协常务委员、九三学社中央委员、北京市委副主委。2008年，当选第十一届全国政协常务委员，代表医药卫生界，分入第四十六组。并担任教科文卫体委员会专委。